# Coelioxys rufocincta
Coelioxys rufocincta är en biart som beskrevs av Cockerell 1931. Coelioxys rufocincta ingår i släktet kägelbin, och familjen buksamlarbin. Inga underarter finns listade i Catalogue of Life.